# پوتیخینلی
پوتیخینلی (به لاتین: Potikhinly) یک منطقه مسکونی در جمهوری آذربایجان است که در شهرستان زرداب واقع شده است.